# История науки и техники
История науки и техники — научная специальность, предусмотренная классификацией ВАК РФ (код 07.00.10). По этой специальности присуждаются степени кандидата исторических, физико-математических, химических, биологических, геолого-минералогических, технических, сельскохозяйственных, географических, медицинских и ветеринарных наук, а также по архитектуре. Большая часть диссертационных советов по этой специальности сосредоточена в Институте истории естествознания и техники им. С. И. Вавилова РАН в Москве. Краткие рефераты защищенных диссертаций публикуются в журнале «Вопросы истории естествознания и техники».